# 몽블랑 (기업)

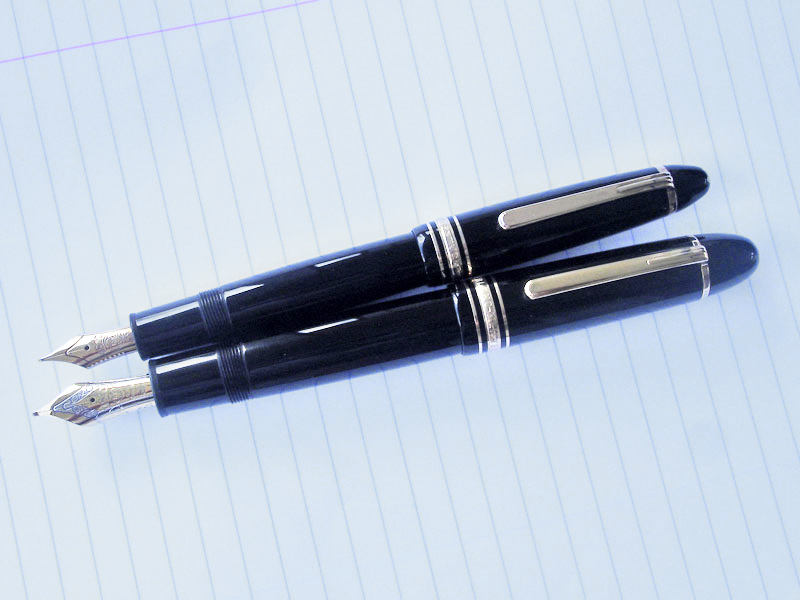
Montblanc 146 (top) and 149 fountain pens

몽블랑 국제유한책임회사(Montblanc International GmbH)은 독일 함부르크에 본사를 두고 펜, 가죽제품, 시계 등을 생산하는 회사이다.

## 연혁
1906년 금융가 알프레드 네헤미아스와 문구상 클라우스 요하네스 포스 그리고 기술자 아우구스트 에버스타인이 파리에서 만년필 제조 공장을 세우고 1908년 회사명을 '필러 펜 컴퍼니'로 등록하였다. 1년 후인 1909년 '몽블랑'을 상표명으로 등록 한 후 회사에서 생산하는 전 필기구에 이 상표명을 사용하였다.
1913년에는 브랜드 로고로 '몽블랑 스타'를 사용하기 시작하였다. 브랜드 로고인 '몽블랑 스타'는 유럽에서 가장 높은 산인 몽블랑 산의 눈 덮인 정상을 뜻하고 장인 정신으로써 질이 가장 좋은 물건을 만들겠다는 속뜻이 있다.
1924년 몽블랑에서 주지한 만년필 시리즈인 '마이스터스튁'이 출시되었고 1929년에는 자사에서 생산되는 만년필 펜촉에 몽블랑산 높이인 '4810'm를 숫자로 새겨 넣어 생산하였다.
1934년에는 회사명을 '몽블랑 심플로'로 변경하고 그 이듬해인 1935년에는 오펜바흐의 가죽 제품 생산 공장을 인수하여 '데스크 액세서리' 생산을 시작하였다. 1986년에는 귀금속으로 만든 '마이스터스튁 솔리테르 컬렉션'을 출시하였다.
몽블랑에서 생산하는 펜촉은 8가지이며, 왼손잡이용도 있다.
몽블랑에서 생산되는 만년필은 150여 가지 엄격한 공정을 거쳐 수공으로 마무리하므로 한 자루 생산에 6주 이상 소요되고 필기구보다는 액세서리로서 선회한 1980년대 이후 생산되는 펜촉 재질은 일반으로 장식성이 강한 18k 금이다.

## 일화
- 1990년 10월 3일 서독과 동독의 통일 조인식에서 서독 총리 콜과 동독 총리 디메제이가 통일 조약서에 서명할 때 몽블랑 만년필 '마이스터스틱 149'를 사용하였다.[3]
- 대한민국의 은행인 하나은행에서는 초대 은행장 윤병철에서 다음 은행장에게 몽블랑 만년필을 물려주는 관례가 있다.[1]